# Deutscher Fernsehfunk
Deutscher Fernsehfunk (česky doslova Německé televizní vysílání, zkráceně DFF, mezi lety 1972 a 1990 také Fernsehen der DDR (Televize NDR)) je bývalá státní a celoplošná televize Německé demokratické republiky.

## Historie

### 1950 - 1956: Vznik Východoněmecké televize
Po vzniku Východního Německa byl v podstatě hlavním a nejrozšířenějším médiem jen rozhlas, 11. června 1950 ovšem započala výstavba Berlínského televizního ústředí ve čtvrti Adlershof. 20. prosince 1951 spustila skupinka techniků a odborníků pokusné vysílání z nově vystavených prostor, to ovšem nebylo míněno pro obyčejný lid, ale jen pro uzavřenou skupinku lidí, kteří teprve začali veřejné vysílání připravovat, veřejné televizní vysílače se začaly ve velkém budovat až od 29. července 1952. První obrazový vysílač vznikl na staré radnici v Berlínské čtvrti Mitte v únoru 1952, ten byl následně 3. června spojen s televizním ústředím a stal se tak prvním vysílačem této televize. V srpnu 1952 se generálním ředitelem televizního ústředí stává Hermann Zilles. První televizní přijímače se začaly prodávat ve Východním Německu 16. listopadu 1952, tehdy stál jeden přijímač 3 500 marek, což v porovnání s průměrným měsíčním výdělkem ve výši 300 marek činilo více než desetinásobek.

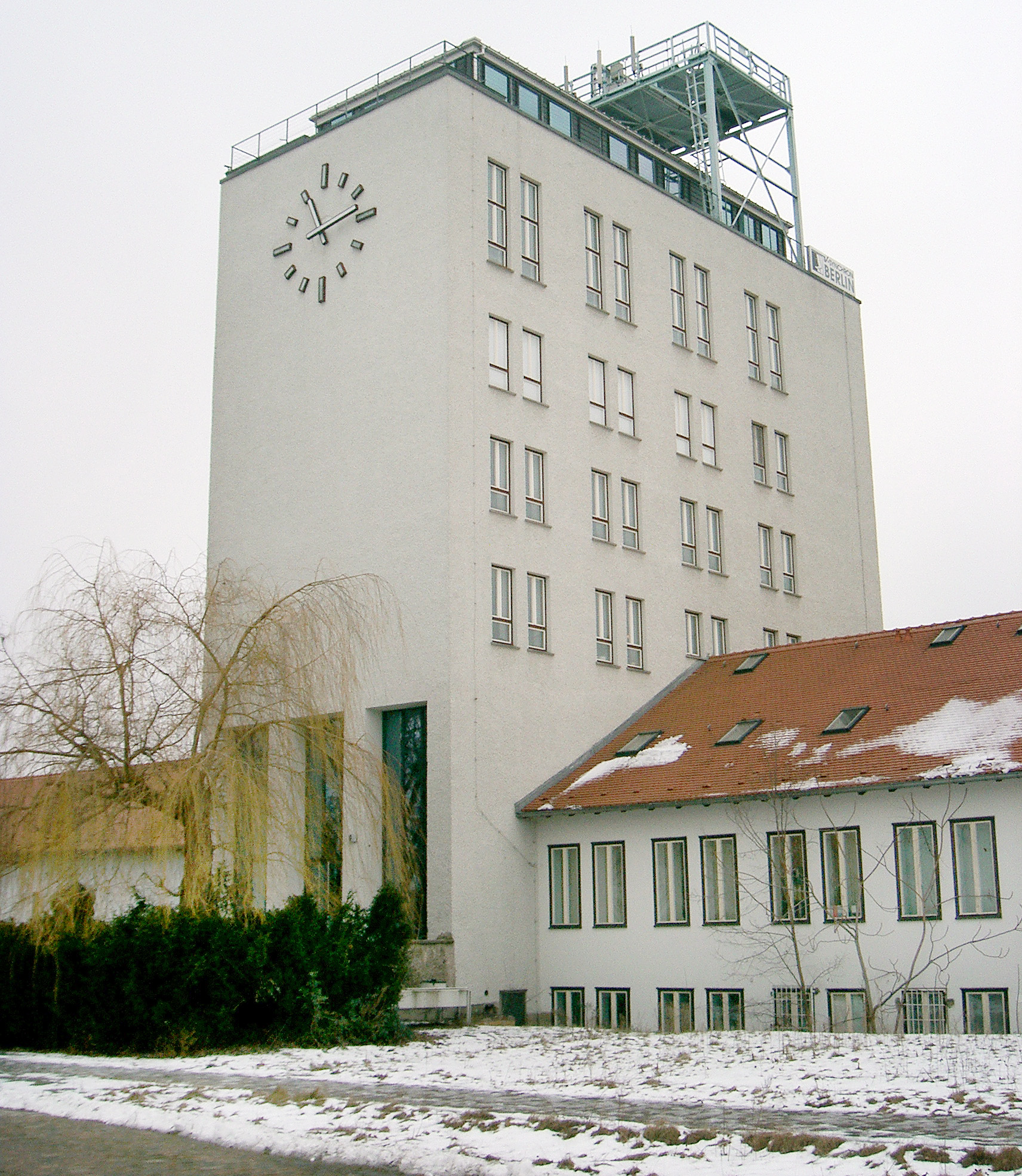
Televizní sídlo, ze kterého se zajišťovalo vysílání relace Aktuelle Kamera.

21. prosince 1952 u příležitosti 74. narozenin Josefa Stalina započalo každodenní dvouhodinové vysílání vždy po osmé večer. Toho dne měla premiéru relace Aktuelle Kamera (Aktuální kamera, AK), ta se vysílala až do 14. prosince 1990 a stala se tak nejstarší německou zpravodajskou relací. Brzy se stala Aktuelle Kamera spolu s novou zpravodajskou relací západní televize Tagesschau mnohem oblíbenějším a vyhledávanějším zdrojem zpravodajství než kupříkladu pravidelné filmové týdeníky promítané v té době v kinech a to přes to, že v následujícím období se z Aktuelle Kamera stal neobjektivní státní nástroj. To dokazují události ze 17. června 1953 a dnů následujících, kdy se v NDR událo dělnické povstání a kdy byl z televize propuštěn ředitel Zilles, který byl státem nahrazen Heinzem Adamckem, který zůstal generálním ředitelem televize až do pádu berlínské zdi.
S cílem oslovit více potenciálních diváků se následně rychle rozšířila síť vysílačů. Roku 1953 tak vyrůstají vysílače v Berlínské čtvrti Grünau-Müggelberge, dále v Drážďanech, roku 1955 v Brockenu, Inselsbergu, Helpterbergu, Marlowě, Saské Kamenici ad. Rychle se též rozšiřuje síť technických zázemí a televizních studií, v létě 1953 vzniká v areálu v Adlershofu Studio 1, do roku 1955 vyrůstají další dvě vysílací studia a televize dokonce získává své první odbavovací vozidlo.

### 1956 - 1972: Před znárodněním televize
2. ledna 1956 končí pokusné vysílání a 3. ledna začíná plnohodnotné vysílání DFF. Stanice se původně neměla nazývat Televize NDR, protože se mělo jednat o celoplošnou televizi pro celé Německo, tyto plány ovšem nevyšly, protože nebylo v možnostech DFF zajistit vysílání pro Spolkovou republiku Německo a tak zatímco ARD začíná vysílat v obou Německách, tedy až na „údolí netušících“, DFF zůstává jen a pouze televizí Východního Německa.
Ke konci roku 1958 bylo ve Východním Německu zaregistrováno přes 300 000 legálně držených přijímačů. 7. října 1958 je zahájeno ranní vysílání pro diváky pracující na nočních směnách. 3. října 1969 je spuštěn druhý program, který u příležitosti dvacátého výročí vzniku NDR začíná vysílat barevně.

### 1972 - 1989: Televize NDR
11. února 1972 je DFF přejmenována na Fernsehen der DDR (Televize NDR). Původní název televize je zachován pouze ve zmínkách a citátech, v titulcích pořadů a v druhé sloce úvodní znělky pořadu Unser Sandmännchen.
Veřejností se začala šířit domněnka, že z politických důvodů se chystala televize vysílat olympijské hry v Moskvě nově v rámci standardu PAL, proto předtím probíhalo zkušební vysílání v tomto standardu, tato domněnka ale zjevně nemá faktický základ, už kvůli skutečnosti, že televizní ústředí v Adlershofu nebylo materiálně schopné odbavit vysílání ve standardu PAL, protože celá televizní infrastruktura byla tehdy v provozu ve standardu SECAM. Teprve v letech 1989/1990 bylo možno přejít ze standardu SECAM na PAL v podstatě „přes noc“.

### 1989 - 1990: Státní převrat
Politický převrat v NDR v roce 1989 vedl mimo jiné také k značnému odklonu médií od státní moci. V rámci politicky zaměřených pořadů bylo možné stále více svobodně informovat a do éteru se v tomto období dostalo mnoho nových pořadů a informací.
Když byla televize ještě stále pod vlivem státu, 1. září 1989 měl premiéru pořad pro mládež Elf 99, který měl přimět mládež zaměřenou především na západní média, aby začala opět vyhledávat východní.
Informace o masových protestech byly v rámci vysílání omezovány, to se ale koncem října 1989 změnilo. 18. října 1989 odstoupil ze své funkce Erich Honecker a spousta dalších funkcionářů ústředního výboru východoněmecké komunistické strany. 30. října 1989 byl stáhnut z vysílání propagandistický pořad Der Schwarze Kanal (Černý kanál).
4. listopadu 1989 se zaměstnanci a herci z Východoněmecké televize stali organizátory a účastníky demonstrace na Alexanderplatzu ve Východním Berlíně, kde se přibližně až milion lidí dožadoval změn v rámci státu. Následně se začal vysílat pořad AK Zwo, který nahradil dosavadní Aktuelle Kamera. U příležitosti pádu berlínské zdi 9. listopadu 1989 převzal tvorbu této relace západní televizní program 3sat. Od února 1990 se začala vysílat víceméně kontroverzní talkshow Donnerstagsgespräch (Čtvrteční rozhovor), jehož součástí byli i diváci, kteří telefonovali do redakce pořadu a kteří byli pečlivě hlídáni tajnou službou Ministerstva státní bezpečnosti NDR.
V únoru 1990 byla DFF prohlášena za osvobozenou od vlivů státu a stala se nezávislou veřejnoprávní televizí, to stvrdil i zákon o médiích ze září 1990. V tomto období se začínají z oblastních pracovišť televize vysílat regionální pořady zaměřené na jednotlivé spolkové země v NDR, které se stávají pravidelnou součástí vysílání.

### 1990 - 1991: Zrušení televize
Po znovusjednocení Německa 3. října 1990 získává DFF svou veřejnoprávní nezávislost a stává se tzv. nezávislou státní institucí. Usnesení vydané v tomto období stanovuje za povinnost, že vše od programových schémat, odbavovacích pracovišť až po kolegia televize musí být nejpozději do 31. prosince 1991 zrušena a rozpuštěna. Ačkoliv v době po státním převratu v NDR nebyl stanoven nový generální ředitel televize, Rudolf Mühlfenzl z CSU byl jmenován pověřencem za správu a zajišťování vysílání televize.
Prvopočátky odpojení televize od vysílání se datují do 15. prosince 1990, kdy v 19:58 byl první program DFF odpojen a jeho frekvence začali šířit signál prvního programu západní televize - Das Erste (ARD). Protože ARD neměla v nových spolkových zemích Německa, v bývalém NDR svá odbavovací pracoviště, veškerá regionální vysílání v rámci televize zajišťovala odbavovací pracoviště DFF.

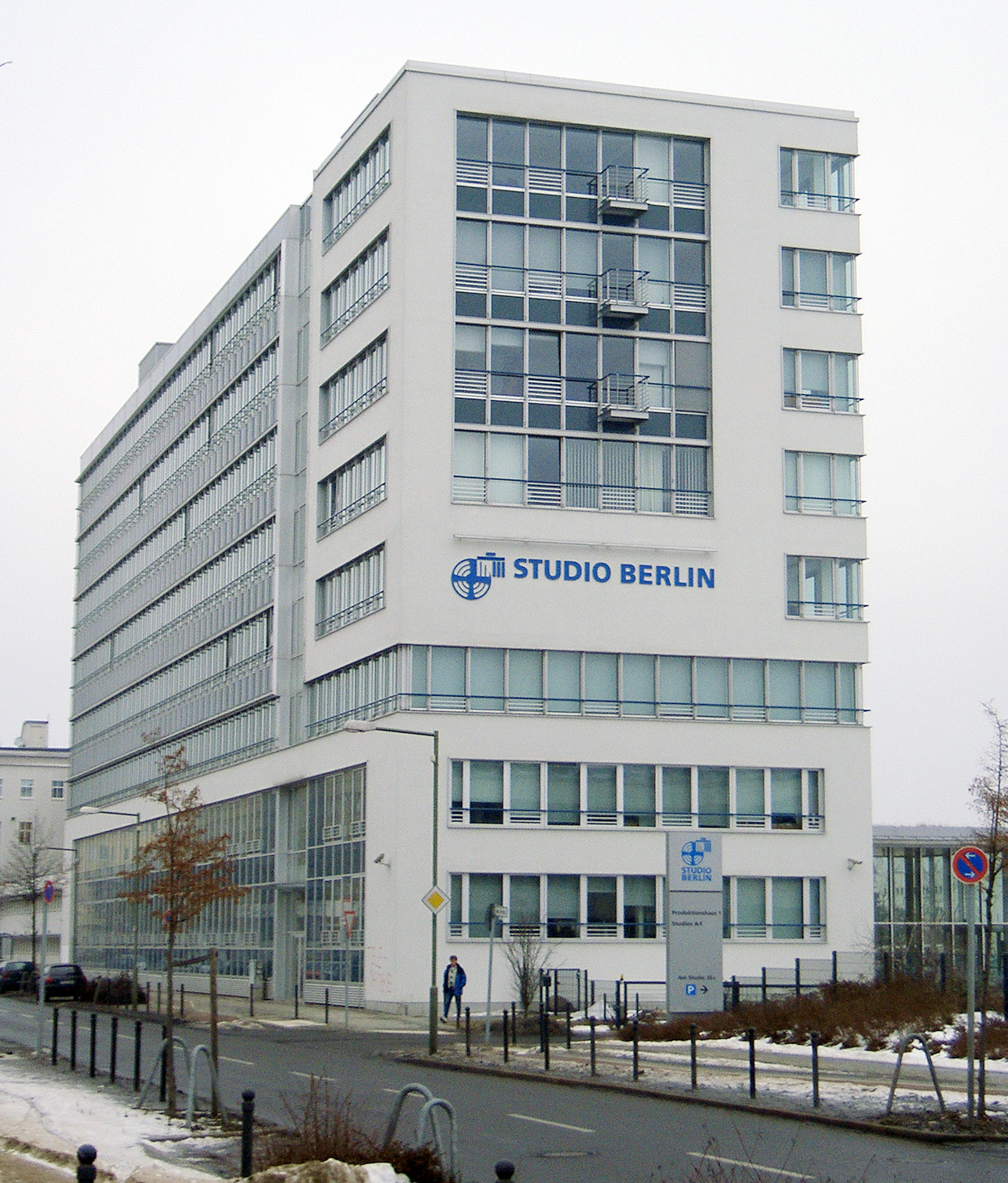
Bývalé televizní ústředí DFF, nyní odštěpené pracoviště ARD - Studio Berlin.

Kompletní odpojení televize proběhlo 31. prosince 1991, kdy spolu s koncem dne končí vysílání druhého programu.

### Okolnosti zániku
Téma zrušení televize a jejího zániku bylo kontroverzním už od prvopočátku až do jeho realizace. Nejen, že zaměstnanci DFF si chtěli kanály své televize ponechat, většina dosavadních diváků se nechtěla smířit s tím, že by mohla přijít o své oblíbené pořady, které doposud sledovala. Nejvíce populárními v té době byly různé zábavné a poradenské pořady, od pádu zdi se mezi ně dostaly i politické pořady. Nápad, že by se dosavadní pořady vysílali v rámci možného třetího programu ARD zaměřeného především na původní Východní Německo nebyl přijat.
Státy Sasko, Sasko-Anhaltsko a Durynsko se potom dohodly na tom, že k 31. květnu 1991 založí vlastní televizi MDR se sídlem v Lipsku, to započalo vznik různých regionálních televizí, kterými se posléze staly také NDR pro severní Německo a pozdější RBB vzniklé spojením SFB pro Berlín a ORB pro Braniborsko . Nové televizní stanice započaly své vysílání po půlnoci 1. ledna 1992, tedy bezprostředně po zániku DFF. Podle uzavřených dohod měla být DFF už první vteřinu nového roku odpojena od vysílačů, faktem ale zůstává, že to trvalo desítky vteřin, než byly její frekvence zcela uvolněny pro nově vzniklé televize.
Zejména MDR si našla přijetí a velkou oblibu veřejnosti, mnoho lidí ji považuje za jakéhosi neoficiálního nástupce DFF - této myšlence přispívá fakt, že MDR do svého vysílání často zařazuje reprízy pořadů DFF a dokonce i tvoří dále některé její pořady, jako kupříkladu Außenseiter-Spitzenreiter.
Původní televizní ústředí DFF se stalo zástupným sídlem Německého rozhlasového archívu, archív DFF se přesunul do Postupimi-Babelsbergu, je ovšem politováníhodné, ačkoliv se v něm zachovala většinová tvorba DFF, veškeré vysílání z let 1952 - 1962 chybí díky nemožnosti jakýkoliv záznamů. Různé rekvizity a pamětihodnosti DFF se zachovaly právě v Adlershofu a posloužily ve velkém při tvorbě filmu Good Bye, Lenin!, jehož štábu byly dosti propůjčovány.
Někteří z původních 10 000 zaměstnanců DFF si nalezlo práci u západoněmeckých televizních stanic.

## Vedení
Řídícím orgánem pro rozhlas a televizi byl od roku 1952 Státní vysílací výbor. 15. září 1968 byl zřízen nezávislý Státní výbor pro televizi. Jeho předsedou byl v letech 1968 až 1989 Heinz Adameck (člen agitační komise v ÚV SED). Až do října 1989 byly politické pořady a zpravodajství velmi silně kontrolovány a přímo ovlivňovány příslušným tajemníkem ústředního výboru SED pro agitaci; v posledních letech NDR to byl Joachim Herrmann. Po pádu zdi jmenovala vláda Hanse Bentziena ředitelem vysílání. V červnu 1990 byl kameraman DFF a později tvůrčí ředitel ARD Michael Albrecht prohlášen posledním ředitelem DFF.
- 1950–1952: Hans Mahle (Generální ředitel)
- 1952–1953: Hermann Zilles (Ředitel)
- 1954–1989: Heinz Adameck (Ředitel)
- 1989–1990: Hans Bentzien (Generální ředitel)
- 1990–1991: Michael Albrecht (Ředitel)

## Tvorba

### Politické pořady
- Aktuelle Kamera – Aktuální kamera: Hlavní zpravodajská relace
- Der schwarze Kanal – Černý kanál: Politický magazín
- Objektiv: Magazín o zahraniční politice moderovaný Ulrichem Makoschem
- Prisma: Magazín o domácí politice
- Radar: Vojenskopolitický magazín
- Wettlauf mit der Zeit – Závod s časem: Magazín o technologických změnách v průmyslu

### Regionální relace (Srpen 1990 – Prosinec 1991)
- Bei uns in Sachsen – U nás v Sasku: Saská relace
- Landesschau: Braniborská relace moderovaná Andreou Kiewelovou a Michaelem Illnerem
- Nordmagazin – Severský magazín: Zaměřeno na Meklenbursko-Přední Pomořansko
- Tagesbilder – Den v obrazech: Sasko-Anhaltská relace
- Thüringen Journal: Durynská relace

### Magazíny
- Aha: Přírodovědný magazín
- Alles was Recht ist – Vše, co je správné: Právní poradenský pořad
- Berufe im Bild – Povolání v obraze: Pořad o výběru povolání
- Computerstunde – Počítačová hodinka: Poradenský pořad na téma počítače
- Das Professorenkollegium tagt – Schůze profesorského kolegia: Rozhovorový pořad s profesory
- Das Verkehrsmagazin – Dopravní magazín
- Der Fernsehkoch empfiehlt – Televizní kuchař doporučuje
- Dorf modern – Vesnice moderně: Zemědělský magazín
- Du und Dein Garten – Ty a tvoje zahrada
- Du und Dein Haustier – Ty a tvůj mazlíček
- Elternsprechstunde – Rodičovská konzultace
- Fahrpause – Přestávka v řízení
- Fragen Sie Prof. Kaul – Ptejte se prof. Kaula
- HAPS (Haushalts Allerlei Praktisch Serviert) – Praktická obsluha domácností všeho druhu
- Hobbys, Tips, so wird's gemacht – Koníčky, tipy, tak se to dělá
- Journal für Sie – Žurnál pro Vás
- Modekiste – Módní box
- Sie und Er und 1000 Fragen – Ona a On a tisíc otázek
- Tierparkteletreff – Televizní schůzka v zoologické zahradě
- Tip des Fischkochs – Tipy kuchaře ryb
- Treffpunkt Kino – Místo setkání: Kino
- Umschau – Přehled
- Verkehrskompaß – Dopravní kompas
- Visite – Vizita
- Vom Scheitel bis zur Sohle – Od hlavy k patě
- Von Pädagogen – Od pedagogů

### Zábavné pořady
- Achims Hitparade – Achimova hitparáda
- Alles singt – Všechno zpívá
- Auf eine runde halbe Stunde – Na jedno kolo půl hodiny
- Auf Schusters Rappen mit Gerhard Neef
- Außenseiter-Spitzenreiter
- Bong
- Burgparty – Hradní party
- Da lacht der Bär – Támhle se směje medvěd
- Da liegt Musike drin – Tam leží hudba
- Das ist Musik für Sie – Tohle je hudba pro Vás
- Das blaue Fenster – Modré okno
- Der Staatsanwalt hat das Wort – Slovo má státní zástupce
- Der Wunschbriefkasten – Poštovní schránka pro přání
- Die goldene Note – Zlatá nota
- Ehe-Ring frei! – Zásnubní prsten volný!
- Ein Haus voll Musik – Dům plný hudby
- Ein Kessel Buntes – Barevný kotel
- Einmal im Jahr – Jednou za rok
- Ferienheim Bergkristall – Prázdninový domov „Bergkristall“ (Horský křišťál)
- Glück muß man haben – Štěstí musí být
- Herzklopfen kostenlos – Buchot srdce zadarmo
- Heute abend Nr. 1 – Číslo 1 dnešního večera
- Im Bilde – V obrazech
- Im Krug zum Grünen Kranze – Ve džbánu za zeleným věncem
- Kinomusik – Hudba z kina
- Klönsnack
- Lieder, Land und Leute – Písně, země a lid
- Maxe Baumann
- Menschen und Meer – Lidé a moře
- Mit Lutz und Liebe – S Lutzem a láskou
- Musik, die ihnen Freude bringt – Hudba, která Vám dovede přátele
- Musikanten sind da – Jsou tu hudebníci
- Musik und Snacks vorm Hafen – Hudba a občerstvení před přístavem
- Nacht der Prominenten – Noc prominentů
- Schätzen Sie mal – Hádej co
- Schlager einer kleinen Stadt – Šlágr jednoho malého městečka
- Tele-Lotto 5 aus 35 – Losování Lotta 5 z 35
- Wünsch Dir was – Přej si něco
- Zwischen Frühstück und Gänsebraten – Mezi snídaní a pečenou husou

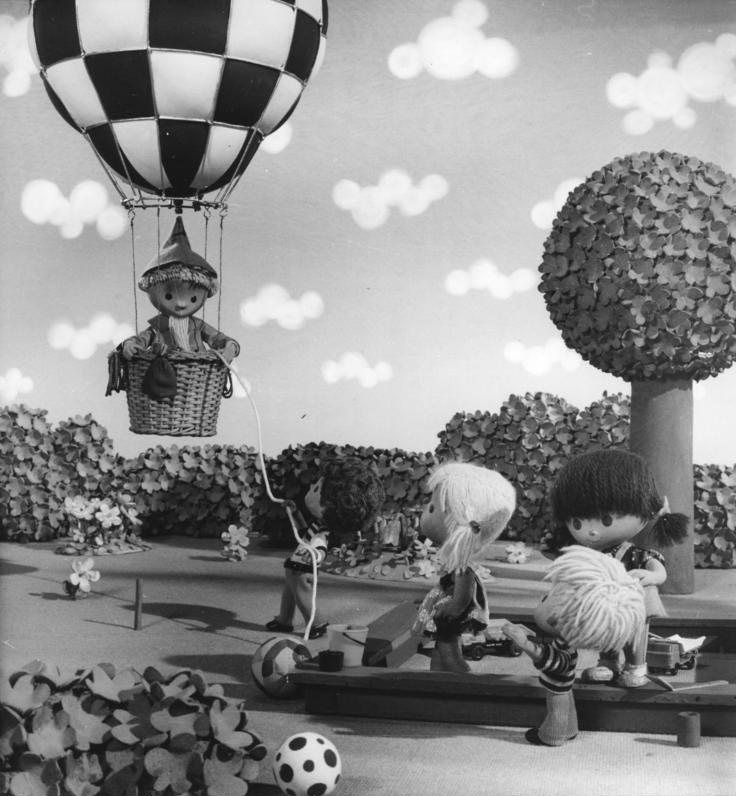
Obrázek hlavní postavičky pořadu Unser Sandmännchen (Náš Písečný mužík), 1984

### Pořady pro děti a mládež
- 1-2-3 Allerlei
- Alles Trick – Všechno trikem
- Elf 99
- Flax und Krümel
- Gix Gax
- Guckkasten für kleine Leute
- Hoppla
- Kreise und Quadrate – Kruhy a čtverce
- Jan und Tini auf Reisen – Honza a Týnka na výletech
- Liederkarusell – Kolotoč písniček
- Mach mit, mach’s nach, mach’s besser – Připoj se, následuj, zlepšuj se
- Sei dabei! – Buď tam!
- Unser Sandmännchen – Náš Písečný mužík

Na DFF se také mimo jiné vysílala různá zahraniční tvorba, z Československé tvorby stojí za zmínku 30 případů majora Zemana (Die Kriminalfälle des Majors Zeman), Nemocnice na kraji města (Das Krankenhaus am Rande der Stadt), Slavné historky zbojnické (Berühmte Räubergeschichten aus aller Welt), Žena za pultem (Die Frau hinter dem Ladentisch) a Spadla z oblakov (Sie kam aus dem All).